# Brantford
Brantford [ˈbɹænfərd] ist eine Stadt in der kanadischen Provinz Ontario. Sie wird von der Gemeinde County of Brant umschlossen.
Sie verdankt ihren Namen dem Mohawk-Häuptling Joseph Brant, auf dessen Land sie teilweise steht. Die Einwohnerzahl beträgt 97.496 (Stand: 2016). Bei der Volkszählung 2011 zählte die Stadt 93.650 Einwohner. Ihrem wohl berühmtesten ehemaligen Bürger, Alexander Graham Bell, verdankt die Stadt den Spitznamen The Telephone City. Derzeitiger Bürgermeister ist Kevin Davis.

## Wirtschaft

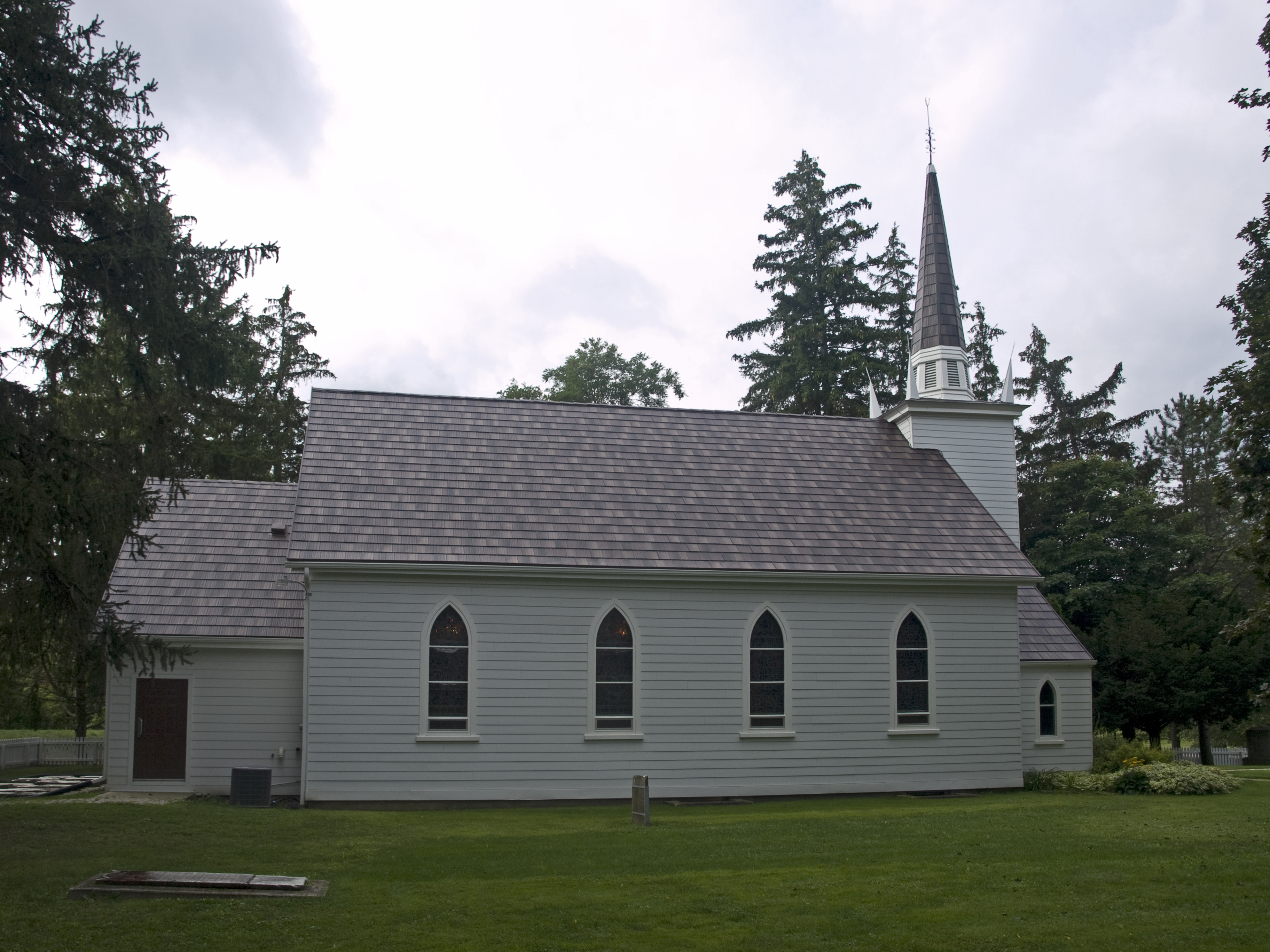
Die anglikanische Mohawk Chapel in Brantford, gelistet als National Historic Site of Canada

Mit Tigercat International hat der größte Forstmaschinenhersteller der Welt seinen Sitz in Brantford. Außerdem hatte das Unternehmen Cockshutt hier seit seiner Gründung 1877 seinen Sitz und unterhielt hier auch ein Werk, das jedoch 1985 geschlossen wurde. Bis 1988 gab es in der Stadt ein Werk von Massey Ferguson.

## Söhne und Töchter der Stadt
- Lawren Harris (1885–1970), Maler
- Bill Cook (1896–1986), Eishockeyspieler
- Sara Jenkins (1941–2020), Schwimmerin
- Terry Simpson (* 1943), Eishockeyspieler und -trainer
- Phil Hartman (1948–1998), Schauspieler und Drehbuchautor
- Doug Jarvis (* 1955), Eishockeyspieler
- Wayne Gretzky (* 1961), Eishockeyspieler, -trainer und -funktionär
- Greg Stefan (* 1961), Eishockeytorwart und -trainer
- Eric Armstrong (* 1963), Animator
- Keith Jones (* 1968), Eishockeyspieler
- Barry Long (* 1968), Eishockeyspieler, -trainer und -scout
- Rob Blake (* 1969), Eishockeyspieler
- Shawn Antoski (* 1970), Eishockeyspieler
- Michelle Nolden, Schauspielerin
- Chris Gratton (* 1975), Eishockeyspieler
- Nick Kaczur (* 1979), Footballspieler
- Andrea Brooks (* 1989), Schauspielerin
- Adam Henrique (* 1990), Eishockeyspieler
- Brandon Montour (* 1994), Eishockeyspieler

## Städtepartnerschaften
Brantford unterhält folgende Gemeindepartnerschaften: 
| Stadt              | Land                 | seit |
| ------------------ | -------------------- | ---- |
| Kamjanez-Podilskyj | Chmelnyzkyj, Ukraine | 2022 |
| Ostrów             | Wielkopolskie, Polen | 2007 |